# Кераити
Кераитите са етническа група, живяла в централната част на днешна Монголия през XI-XIII век.
Не е напълно изяснено дали кераитите са монголски или тюркски народ или смесена общност с монголски и тюркски произход. Изглежда в началото на XI век те са покръстени в несторианството от митрополита на Мерв. Първоначално съюзници на Чингис хан, през 1203 година кераитите са подчинени от него и влизат в ядрото на Монголската империя, като през следващите десетилетия се разпръскват и са асимилирани. Несторианска общност в Монголия продължава да съществува до средата на XVI век.